# Ajni
Ajni (tadzjikiska: Айнӣ; ryska: Айни) är en stad i västra Tadzjikistan. Staden ligger i distriktet med samma namn. Ajni har cirka 3 300 invånare.
Staden är uppkallad efter författaren Sadriddin Ayni. Under sovjettiden byggdes en militärflygplats vid staden, ett projekt för att renovera denna inleddes 2002 i samarbete med Indien. Gissar Military Aerodrome togs i drift 2005 och har sedan drivits gemensamt av Indien och Tadzjikistan.
I Ajni odlas frukt och tobak. Det finns även en kolgruva.